# Christian Heiß (Mediziner)

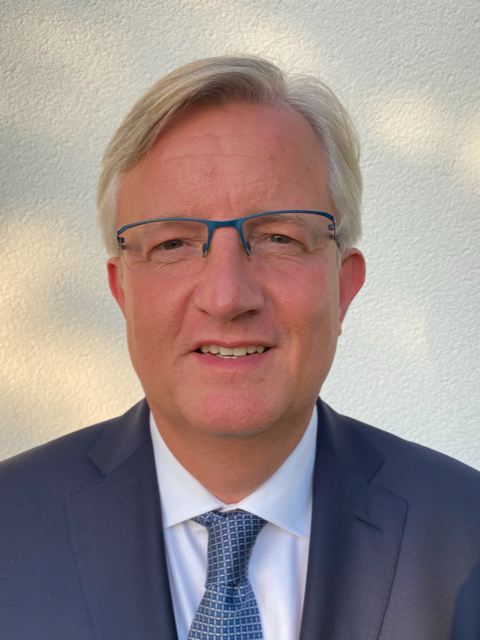
Christian Heiß

Christian Heiß (* 22. April 1970 in Rüdesheim am Rhein) ist ein deutscher Mediziner und Professor für Unfallchirurgie an der Justus-Liebig-Universität Gießen.

## Leben
Heiß studierte Humanmedizin an der Johannes Gutenberg-Universität Mainz. Anschließend setzte er seine Laufbahn als wissenschaftlicher Mitarbeiter am AO Research Institute in Davos (CH) sowie als Assistenzarzt in der Klinik und Poliklinik für Unfallchirurgie des Universitätsklinikums Gießen fort. An der Justus-Liebig-Universität Gießen promovierte er 1998 zum Thema „Häufigkeit und Schweregrad des Kallusdefektes in der Abhängigkeit des operativen Zuganges am Beispiel der proximalen metaphysären Tibiakallusdistraktion“. Durch ein AO-Stipendium an der University of Mississippi (1999) und ein Harvard-Fellowship in Boston (2000) konnte er seine wissenschaftliche Expertise erweitern. Seine Facharztausbildung absolvierte er in verschiedenen Kliniken des Universitätsklinikums Gießen sowie in den Lahn-Dill-Kliniken Dillenburg. Neben der Facharztanerkennung für Chirurgie (2003), Spezielle Unfallchirurgie (2006) sowie Orthopädie und Unfallchirurgie (2008) erwarb er die Zusatzbezeichnungen „Sportmedizin“ und „Notfallmedizin“ (beide 2005) sowie die „Physikalische Therapie und Balneologie“ (2016).
2006 legte er an der JLU in Gießen seine Habilitation zum Thema „Biokompatibilität, Degradation und Verbundfestigkeit eines neuartigen bioresorbierbaren Knochenklebers in der Traumatologie und operativen Orthopädie“ vor. In der Klinik und Poliklinik für Unfall-, Hand- und Wiederherstellungschirurgie des Universitätsklinikum Gießen war er von 2006 bis 2010 als Oberarzt und anschließend als Stellvertretender Direktor tätig. Im Juni 2011 erhielt er einen Ruf auf die W3-Professur für Unfallchirurgie an die Medizinische Universität Wien (A), Allgemeines Krankenhaus der Stadt Wien, den er jedoch ablehnte. Im Jahr 2014 wurde er zum Direktor der Klinik und Poliklinik für Unfall-, Hand- und Wiederherstellungschirurgie des Universitätsklinikum Gießen GmbH ernannt und hat seitdem die W3-Professur für Unfallchirurgie an der Justus-Liebig-Universität Gießen sowie die Leitung der Experimentellen Unfallchirurgie inne. Daneben leitet er die D-Arzt-Ambulanz am UKGM in Gießen und ist Ärztlicher Leiter der Abteilung für Physiotherapie am UKGM.

## Wirken
Die Forschungsschwerpunkte von Heiß liegen in den Bereichen Biomaterialien und Knochenheilung mit besonderem Fokus auf dem osteoporotischen Knochengewebe. Die Weiterentwicklung von Knochenmodellen, die Alterstraumatologie sowie die Verbesserung des Polytrauma-Managements sind weitere Arbeitsgebiete. Heiß war von 2014 bis 2019 Sprecher des DFG-Sonderforschungsbereichs/TRR 79 „Werkstoffe für die Geweberegeneration im systemisch erkrankten Knochen“ und ist Associated Professor der Universität Iasi (Rumänien) sowie der Universität Craiova (Rumänien), die ihm 2016 die Ehrendoktorwürde (Dr. h. c.) verlieh.
Er ist Mitglied in zahlreichen Ausschüssen von DGU, DGOU, AO Trauma und als DFG-Gutachter sowie Reviewer von nationalen und internationalen Fachzeitschriften tätig. Seine eigene wissenschaftliche Tätigkeit umfasst mehr als 200 Publikationen und zahlreiche Drittmittelprojekte. 2018 wurde  Heiß zum Ehrenmitglied der SRATS (The Romanian Society of Arthroscopy and Sports Trauma) ernannt und hat 2018 von der AO Trauma Deutschland den Titel „Leitender AO Trauma Chirurg“ verliehen bekommen.
Heiß hatte außerdem folgende Ehrenämter und Funktionen:
- 2006 Gründungsmitglied der AG Osteologie der DGU (Deutsche Gesellschaft für Unfallchirurgie)
- 2009 Mitglied der AG Task Force Lehre der DGOU (Deutsche Gesellschaft für Orthopädie und Unfallchirurgie)
- 2010 Mitglied und Vorstandsmitglied des Sonderforschungsbereichs/TRR 79
- 2010 Komiteemitglied Trauma der AGA (Gesellschaft für Arthroskopie und Gelenkchirurgie)
- 2012 Mitglied der Leitlinienkommission der DGOU (Aseptische Femurkopfnekrose)
- 2014 Sprecher des Sonderforschungsbereichs/TRR 79
- 2014 Mitglied des Wissenschaftsausschusses der Deutschen Gesellschaft für Unfallchirurgie (DGU)
- 2014 Mitglied des Wissenschaftsausschusses der Deutschen Gesellschaft für orthopädische und unfallchirurgische Chirurgie (DGOU)
- 2015 Mitglied der AO Trauma Akademie
- 2016 Peer Reviewer IQM – Initiative Qualitätsmedizin e.V.
- 2018 Mitglied im Beirat der AO Trauma Deutschland
- 2019 Präsident der Frühjahrstagung der Vereinigung Süddeutscher Orthopäden und Unfallchirurgen (VSOU) in Baden-Baden
- 2020 Mitglied im AO TESA Education Committee sowie Mitglied des erweiterten Präsidiums der AO Trauma Deutschland
- 2021 Mitglied des Medizinischen Beirates von Asklepios

## Auszeichnungen
- 1999 Preis der Deutschen Gesellschaft für Orthopädie und Traumatologie (DGOT) in Wiesbaden
- 2000 Verleihung des Harvard-Fellowships mit Aufenthalt am Massachusetts General Hospital, Harvard Medical School, Orthopaedic Hand Surgery Department, Boston, USA (J. Jupiter, M. D.)
- 2001 Posterpreis der DGU auf dem Deutschen Unfallchirurgen-Kongress in Berlin
- 2001 Ernennung zum Mitglied der AOAA (AO Alumni Association) in Davos, Schweiz
- 2016 Ehrendoktorwürde (Dr. h. c.) der Universität Craiova, Rumänien
- 2018 SRATS-Ehrenmitglied (The Romanian Society of Arthroscopy and Sports Trauma)
- 2018 Leitender AOTrauma Chirurg

## Publikationen (Auswahl)
Insgesamt über 200 Arbeiten in Zeitschriften und Büchern, mehr als 100 Vorträge.
- C. Heiss, S. Kern, D. Malhan, W. Böcker, M. Engelhardt, D. E. S. Daghma, S. Stoetzel, J. Schmitt, M. Ivo, V. Kauschke, K. S. Lips, K. Tushtev, K. Rezwan, T. El Khassawna: A New Clinically Relevant T-Score Standard to Interpret Bone Status in a Sheep Model. In: Med Sci Monit Basic Res. Band 23, 2. Oktober 2017, S. 326–335.
- T. E. Khassawna, D. E. Daghma, S. Stoetzel, S. Ray, S. Kern, D. Malhan, V. Alt, U. Thormann, A. Henß, M. Rohnke, A. Stengel, F. Hassan, S. Maenz, K. D. Jandt, M. Diefenbeck, M. Schumacher, M. Gelinsky, K. S. Lips, C. Heiss: Postembedding Decalcification of Mineralized Tissue Sections Preserves the Integrity of Implanted Biomaterials and Minimizes Number of Experimental Animals. In: BioMed Research International. 2017, Artikel 2023853, doi:10.1155/2017/2023853
- T. El Khassawna, F. Merboth, D. Malhan, W. Böcker, D. E. S. Daghma, S. Stoetzel, S. Kern, F. Hassan, D. Rosenbaum, J. Langenstein, N. Bauer, A. Schlagenhauf, A. Rösen-Wolff, F. Schulze, M. Rupp, D. Hose, A. Secklinger, A. Ignatius, H. J. Wilke, K. S. Lips, C. Heiss: Osteocyte Regulation of Receptor Activator of NF-κB Ligand/Osteoprotegerin in a Sheep Model of Osteoporosis. In: Am J Pathol. Band 187, Nr. 8, 12. Jun 2017, S. 1686–1696. doi:10.1016/j.ajpath.2017.04.005
- V. Kauschke, F. M. Hessland, D. Vehlow, M. Müller, C. Heiss, K. S. Lips: High Concentrations of Polyelectrolyte Complex Nanoparticles Decrease Activity of Osteoclasts. In: Molecules. Band 24, Nr. 12, 25. Jun 2019, S. E2346.
- M. Heinrich, M. Lany, L. Anastasopoulou, C. Biehl, G. Szalay, C. Brenck, C. Heiss: Evidence of prolonged monitoring of trauma patients admitted via Trauma Resuscitation Unit without primary proof of severe injuries. In: Journal of Clinical Medicine. Band 9, Nr. 8, 4. Aug 2020, S. 2516. doi:10.3390/jcm9082516
- T. L. Loy, D. Vehlow, V. Kauschke, M. Müller, C. Heiss, K. S. Lips: Effects of BDNF and PEC Nanoparticles on Osteocytes. In: Molecules. Band 25, Nr. 18, 2020, S. 4151. doi:10.3390/molecules25184151